# برزینکی
برزینکی (به چکی: Březinky) یک منطقهٔ مسکونی در جمهوری چک است که در ناحیه سویتاوی واقع شده‌است. برزینکی ۳٫۳ کیلومتر مربع مساحت و ۱۳۴ نفر جمعیت دارد و ۴۰۴ متر بالاتر از سطح دریا واقع شده‌است.